# Brian Desmond Hurst
Brian Desmond Hurst (Castlereagh, 12 febbraio 1895 – Londra, 26 settembre 1986) è stato un regista britannico.

## Filmografia parziale

### Regista
- The Tell-Tale Heart (1934)
- Il castello del mistero (Ourselves Alone) (1936)
- Sensation (1936)
- Glamorous Night (1937)
- La notte dell'incendio (On the Night of the Fire) (1939)
- The Lion Has Wings (1939)
- Dangerous Moonlight (1941)
- Alibi (1942)
- L'inferno degli uomini del cielo (Theirs Is the Glory) (1946)
- Vendetta (Hungry Hill) (1947)
- Il marchio di Caino (The Mark of Cain) (1947)
- Il duca e la ballerina (Trottie True) (1949)
- Lo schiavo dell'oro (Scrooge) (1951)
- Una storia di guerra (Malta Story) (1953)
- Simba (1955)
- La tenda nera (The Black Tent) (1956)
- All'ombra della ghigliottina (Dangerous Exile) (1957)
- Behind the Mask (1958)
- Scambiamoci le mogli (His and Hers) (1961)
- The Playboy of the Western World (1963)

### Attore
- La casa del boia (Hangman's House) (1928)